# 체칠리엔호프궁

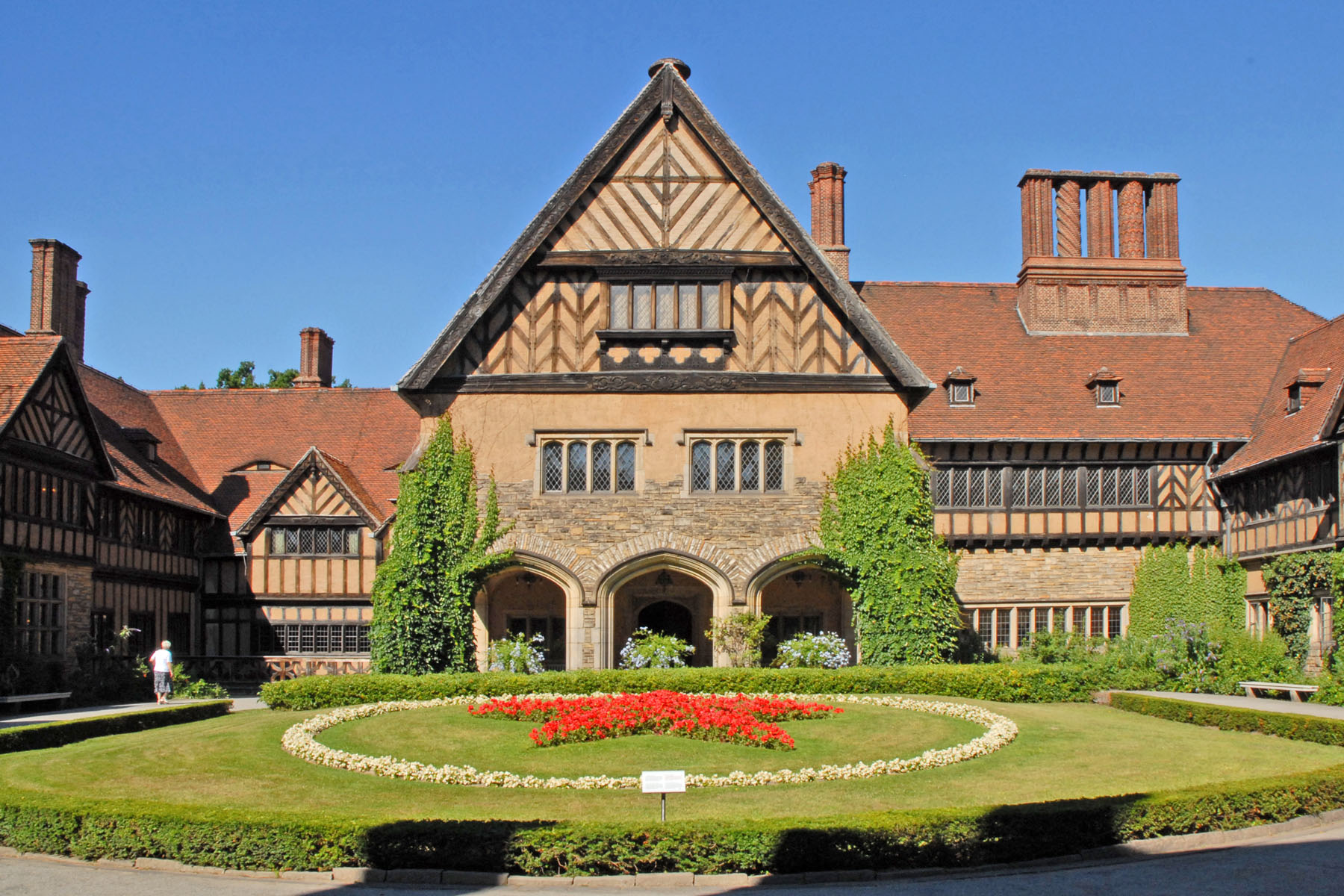
체칠리엔호프궁

체칠리엔호프궁(독일어: Cecilienhof)은 독일 브란덴부르크주 포츠담에 있는 궁전이다. 1914년부터 1917년까지 튜더 양식 저택 형태로 지어졌다. 체칠리엔호프궁은 제1차 세계 대전이 끝날 때까지 프로이센 왕국과 독일 제국을 통치했던 호엔촐레른 가문이 지은 마지막 궁전이었다. 1945년 포츠담 회담이 열린 곳으로 유명하며, 이 회담은 소련, 영국, 미국의 지도자들이 제2차 세계 대전 이후 유럽과 아시아에게 영향을 미치는 중요한 결정을 내렸다. 체칠리엔호프궁은 1990년부터 유네스코 세계문화유산으로 지정된 포츠담과 베를린의 궁전과 공원에 포함되었다.

## 역사

### 현대
동독 정부는 궁전을 국빈 방문을 위한 접견 장소로 사용했다. 나머지 부분은 1960년에 호텔이 되었다. 일부 객실은 독일 사회주의통일당(SED)이 회의에 사용했다.
그러나 1961년 이후, 노이어 가르텐의 일부는 융페른제 해안을 따라 뻗은 베를린 장벽의 남서쪽 구간을 건설하기 위해 파괴되었다. 1985년부터 VEB Reisebüro (국유 여행사)가 호텔을 현대화했다.
오늘날 체칠리엔호프궁의 일부는 여전히 박물관과 호텔로 사용되고 있다. 1990년에 이곳은 포츠담과 베를린의 궁전과 공원이라는 유네스코 세계문화유산에 등재되었다. 전용 객실은 포괄적인 복원 작업을 거쳐 1995년에 대중에게 공개되었다. 엘리자베스 2세 여왕은 2004년 11월 3일에 체칠리엔호프궁을 방문했다. 2007년 5월 30일, 이 궁전은 G8 외무장관 회담에 사용되었다. 포츠담 회담에 대한 재설계된 상설 전시는 2012년 4월에 재개관했다.